# Yoshiharu Horii
Yoshiharu Horii (堀井 美晴 Horii Yoshiharu?, nacido el 16 de marzo de 1953 en Shizuoka) es un exfutbolista japonés que se desempeñaba como delantero y entrenador.

## Clubes

### Como futbolista
| Club          | País  | Año         |
| ------------- | ----- | ----------- |
| Yanmar Diesel | Japón | 1971 - 1987 |

### Como entrenador
| Club              | País  | Año  |
| ----------------- | ----- | ---- |
| Kawasaki Frontale | Japón | 2001 |